# Коломойцев, Олег Александрович
Олег Александрович Коломойцев (1924, Астрахань — 14.07.1984, Краснодар) — советский скульптор-монументалист.

## Биография
Родился в 1924 году в Астрахани, в семье служащих. Участник Великой Отечественной войны. Образование получил в Московском государственном художественном институте им. В. И. Сурикова, в студии академика Н. В. Томского в 1951 году. По распределению трудился в Кемерово. С 1956 года жил и работал в Краснодаре.

## Работы О. А. Коломойцева
- Портрет Н. Островского. Выполнен из мрамора. Хранится в Новороссийском музее
- Портрет юноши. Выполнен из мрамора.
- Портрет М. Горького (1959). Выполнен из мрамора.
- Памятник Неизвестному матросу в Новороссийске (1961). В соавторстве с архитекторами Е. Г. Лашуком и К. М. Михайловым  Объект культурного наследия № 2310051000№ 2310051000
- Композиция «Элегия»
- Композиция «Рыбаки» (1964). Отлита в бронзе. Принадлежит Мурманскому краеведческому музею.
- Композиция «Ветер Октября». Отлита из чугуна. Была приобретена музеем Революции.
- Портрет «Наташа». Выполнен из мрамора. Принадлежит Краснодарскому художественному музею им. Ф. А. Коваленко.
- Монумент 4-му гвардейскому казачьему кавалерийскому Кубанскому корпусу около ст. Кущевской (1967). Выполнена из бетона с гранитной крошкой. В соавторстве с архитектором Н. И. Корсаковым.
- Скульптура «Созидатель» (1967). Выполнена из бетона с мраморной крошкой. Установлена в Краснодаре на ул. Мачуги.
- Портрет Генерала Плиева (1969). Выполнен из бронзы.
- Портрет художника Чарского (1969). Выполнен из бронзы.
- Бюст Ф. Шаляпина. Выполнен из гранита.
- Бюст А. С. Пушкина (1970). Выполнен из мрамора. Хранится в ККУНБ им. А. С. Пушкина.
- Памятник В. И. Ленину в Кореновске. В соавторстве с архитектором А. Д. Гуриным. (1973). Изначально был установлен перед зданием райисполкома. Перенесен в 2009 году в городской ПКиО[2].
- Монументально-декоративная группа «Дружба», установленная на территории Алмалыкского медеплавильного комбината в Ташкентской области (1978). Памятник снесен в 2018 году.
- Памятник Ф. Э. Дзержинскому (1981) установлен в Краснодаре в сквере им. Ф. Э. Дзержинского. В соавторстве с архитектором В. А. Карпычевым.
- Памятник В.И. Ленину, 1982 г., в селе Белая Глина у здания администрации района.  В соавторстве с архитектором Е.Г. Лашуком [3]

## Память
В честь скульптора О.А. Коломойцева в 2013 года в пос. Березовом была названа улица. При названии улицы была допущена ошибка в названии, которую исправили только в 2020 году.
- Памятник Неизвестному матросу в Новороссийске
- Скульптура «Созидатель» в Краснодаре.
- Памятник В. И. Ленину в Кореновске
- Бюст Ф. Э. Дзержинского в  сквере им. Дзержинского в Краснодаре
- Памятник казакам 4-го гвардейского кубанского кавалерийского казачьего корпуса в ст. Кущевской